# Cyrestis whitmei
Espèce

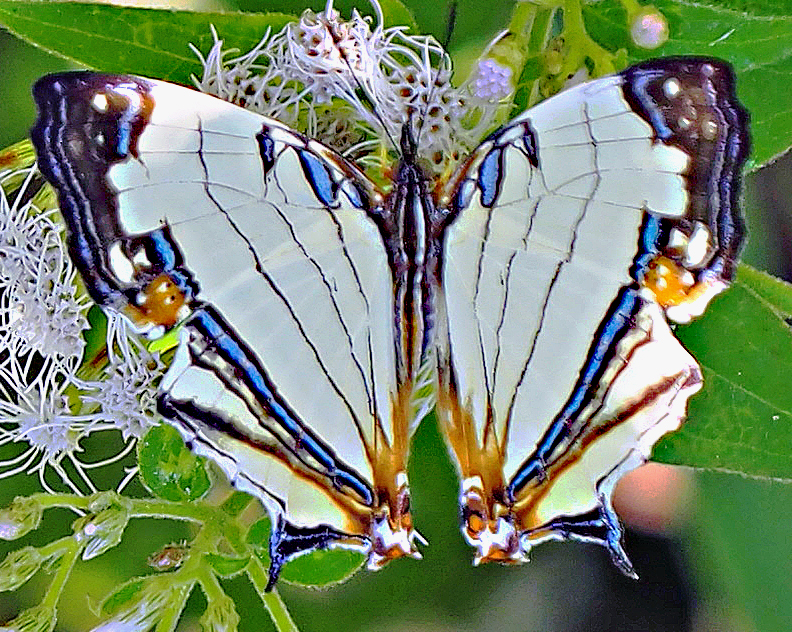
Cyrestis telamon whitmei mâle posé

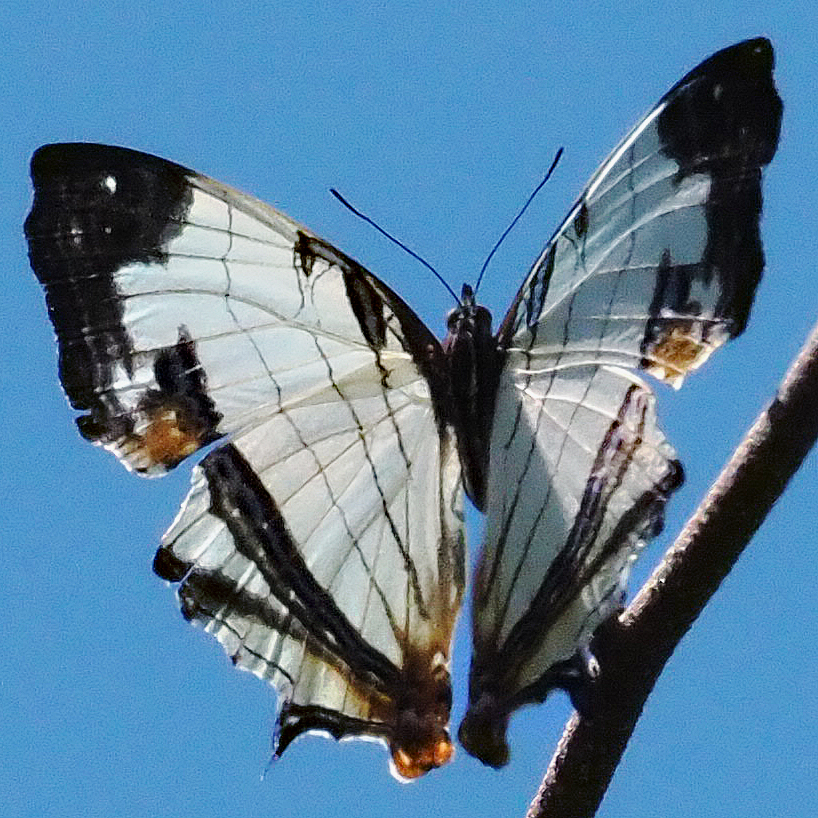
Cyrestis telamon withmei femelle posée sur Trophis scandens, plante hôte des chenilles

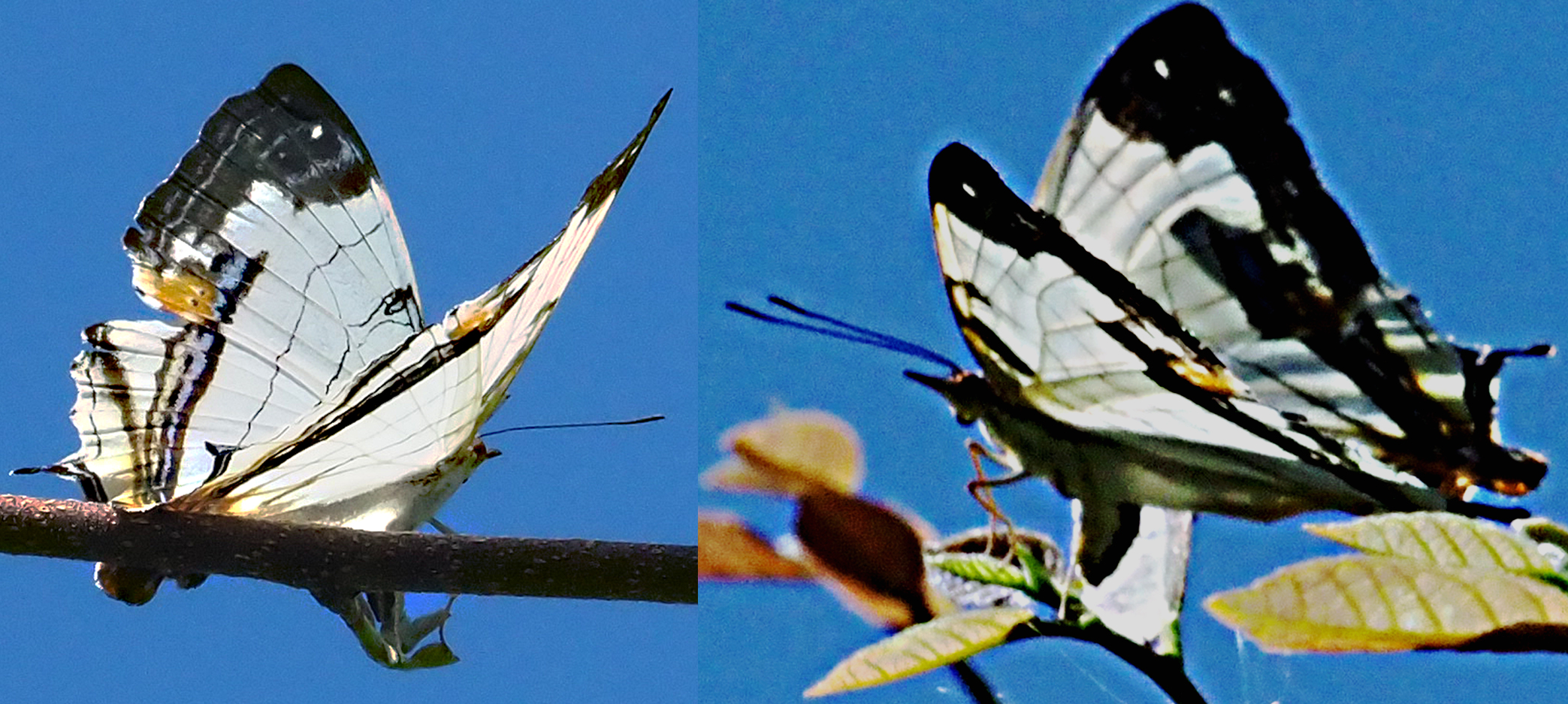
Cyrestes telamon withmei femelle pondant sur Trophis scandens

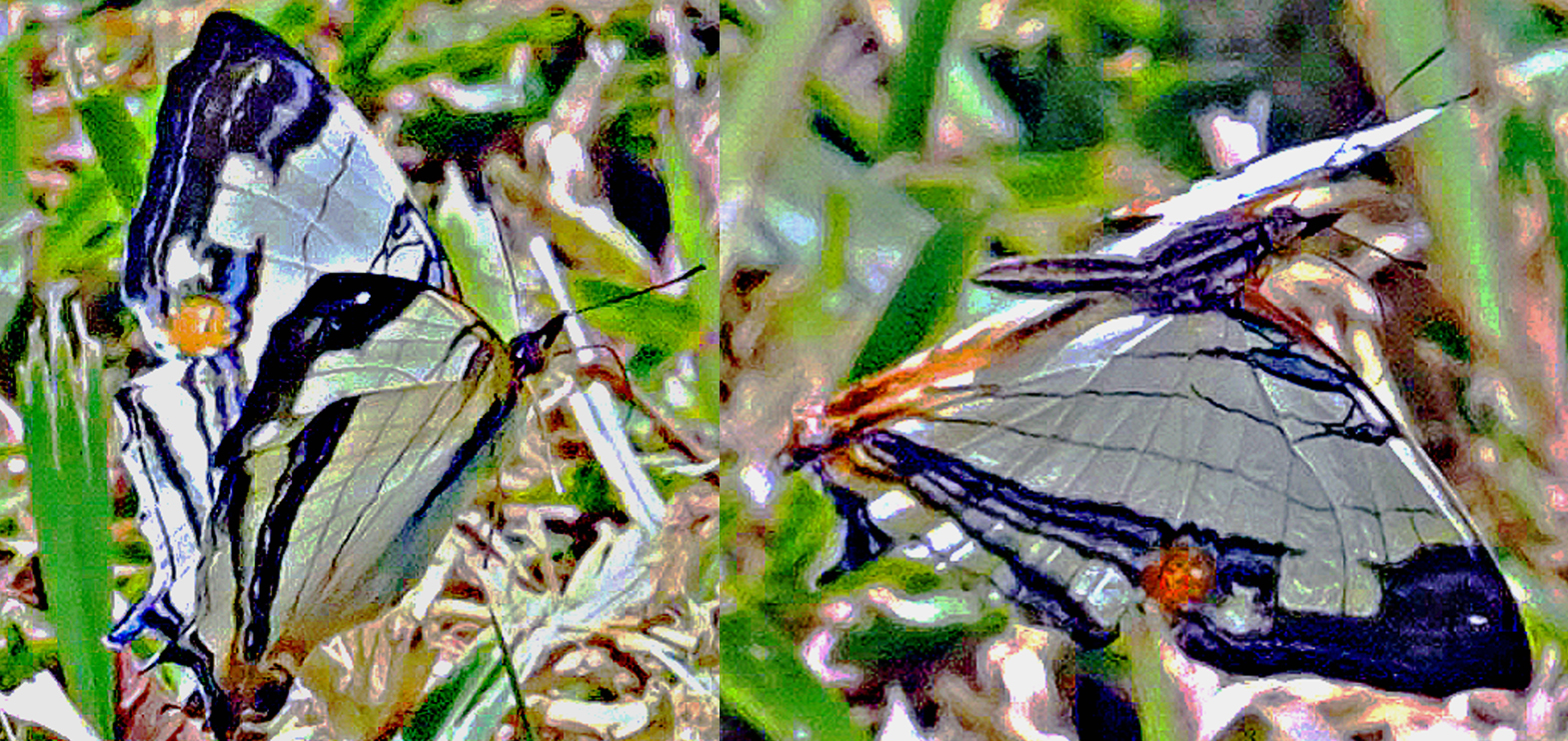
Cyrestes telamon withmei mâle s'envolant

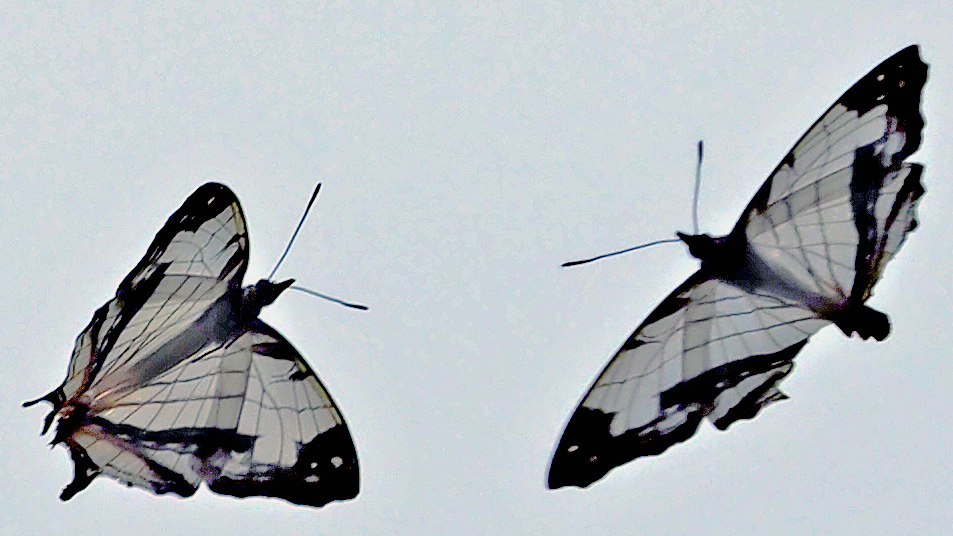
Cyrestes telamon withmei mâles s'affrontant pour rivalité territoriale

Cyrestis whitmei est un lépidoptère de la famille des Nymphalidae, de la sous-famille des  Cyrestinae et du genre Cyrestis.

## Dénomination
Cyrestis whitmei a été nommé par Butler en 1852.
Pour certains c'est Cyrestis telamon whitmei une sous-espèce de Cyrestis telamon pour d'autres Cyrestis achates whitmei une sous-espèce de Cyrestis achates.

### Noms vernaculaire
Il est nommé Map en anglais, Mappemonde en français.

## Description
C'est un grand papillon blanc à ornementation complexe de fines lignes marron coupant les veines finement soulignées de marron. Les ailes antérieures ont une bordure et l'apex marron, deux bandes basales bleues  et deux ocelles submarginaux cernés de bleu, couleur bleue qui se prolonge par une ligne bleue aux postérieures. La partie anale est orange et la petite queue est bleue.
Le revers présente la même ornementation.

## Biologie

### Plantes hôtes
Les plantes hôtes de sa chenille sont des lianes, des Apocynaceae. ou des Moraceae (Trophis scandens  Hook. & Arn.)

## Écologie et distribution
Cyrestis whitmei est présent en Nouvelle-Calédonie, à Grande Terre et aux Iles Loyauté.

### Biotope
Il réside en forêt, dans les lieux où poussent les lianes plantes hôtes de sa chenille. Les mâles pratiquent le hill-toping et sont particulièrement agressifs entre eux et avec les autres espèces.

### Protection
Pas de statut de protection particulier.

## Philatélie
Un timbre à effigie de Cyrestis telamon whitmei a été émis en 1991 en Nouvelle-Calédonie.